# Militar

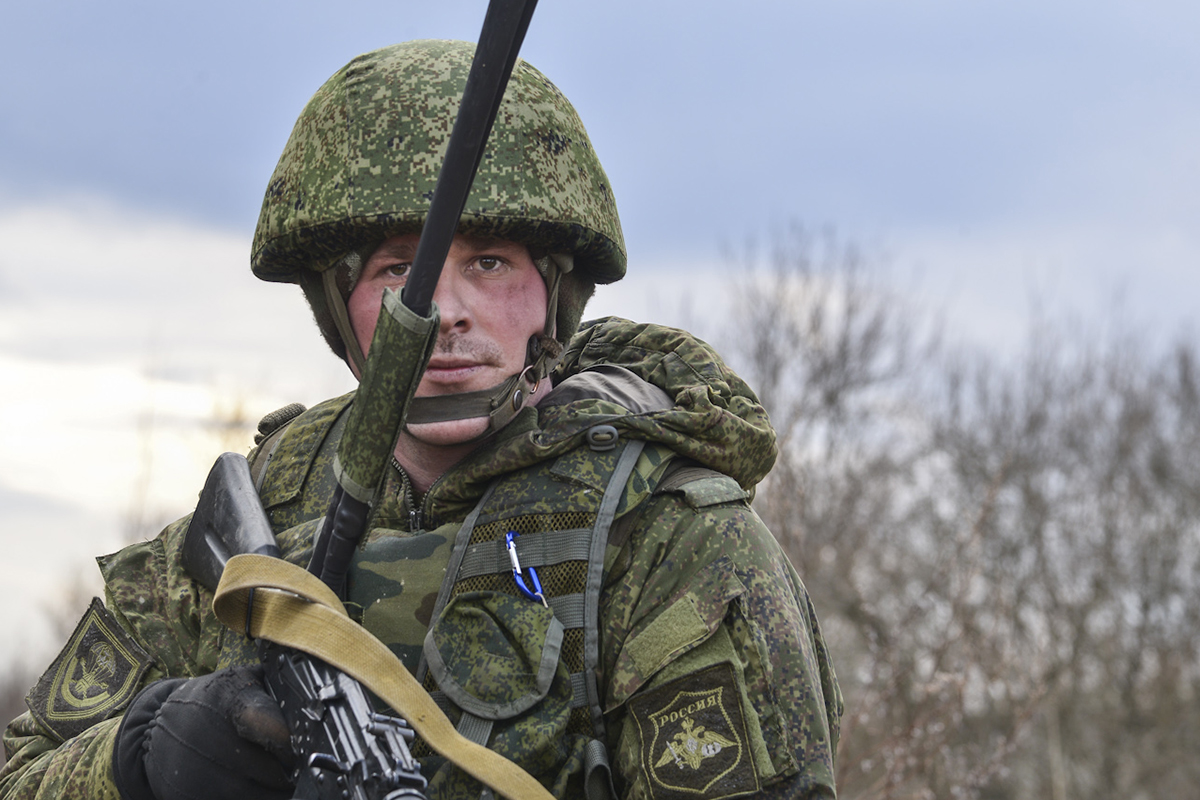
Soldado de las Tropas Aerotransportadas de Rusia (VDV) en entrenamiento, 2017.

El término militar, usado como sustantivo o como adjetivo, se refiere a las personas, armamentos y a todo aquello que integre directa e inseparablemente a un ejército o a las fuerzas armadas de algún país. Su misión fundamental —aunque no exclusiva— es defender la soberanía y la integridad territorial del país al que pertenece mediante el uso de la fuerza de las armas.
El militar miembro de unas fuerzas armadas ostenta un rango o grado. Una persona no es militar si no pertenece a unas fuerzas armadas, sean profesionales o ciudadanos reclutas —leva—. Es decir, un individuo que integra un grupo armado irregular no es un militar sino un paramilitar.[cita requerida]

## Historia militar

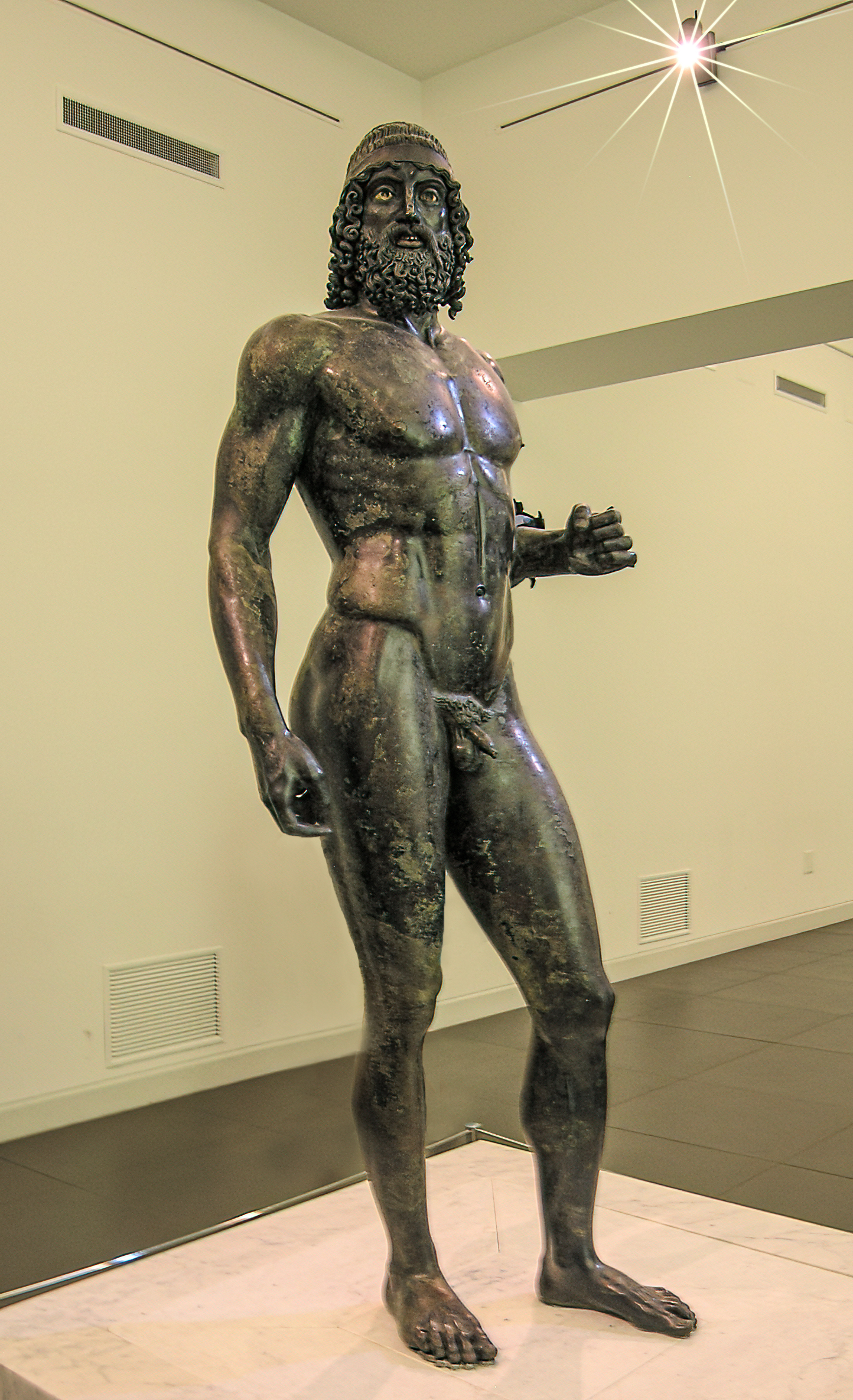
Un guerrero griego antiguo demuestra la eficacia de los regímenes de entrenamiento físico contemporáneos.
Bronces de Riace, -450 a. C.

A menudo, se considera como historia militar a la historia de todos los conflictos, no solo la historia de los estados militares. La diferencia respecto a la historia de la guerra radica en que la historia militar se centra más en las personas y las instituciones, mientras que la historia de la guerra trata la evolución de la guerra en sí misma, vista como evolución en tecnología, gobiernos y geografía. La historia militar tiene una serie de propósitos, entre ellos por ejemplo aprender de situaciones y errores del pasado para poder realizar una labor bélica más efectiva en el futuro, crear un sentimiento de tradición militar para crear fuerzas militares cohesionadas o aprender a prevenir la guerra de una forma eficaz. El conocimiento humano en materia militar se basa ampliamente en la historia oral y escrita de los conflictos militares, los ejércitos y armadas participantes, y más recientemente, las fuerzas aéreas. Existen dos tipos de historia militar, aunque casi todos los textos comparten y poseen elementos de ambos:
- Descriptiva, que presenta las crónicas de los conflictos sin valorar las causas, conductas, desenlace y efectos de un conflicto.
- Analítica, que se encarga de indagar en los motivos, la naturaleza, la conclusión y los resultados de los conflictos, como una forma de derivar el conocimiento y comprender los conflictos en conjunto, para prevenir la repetición de errores en el futuro, sugerir mejores métodos de uso de las fuerzas o evidenciar la necesidad de nuevas tecnologías bélicas.

Los historiadores profesionales normalmente se concentran en los hechos militares que han tenido un mayor impacto en las sociedades que se han visto envueltas en ellas, mientras que los historiadores aficionados prestan más atención a detalles de las batallas, equipamiento o uniforme. Los historiadores se encargan de narrar estos acontecimientos, mediante escritos o de otras formas.

## Organización

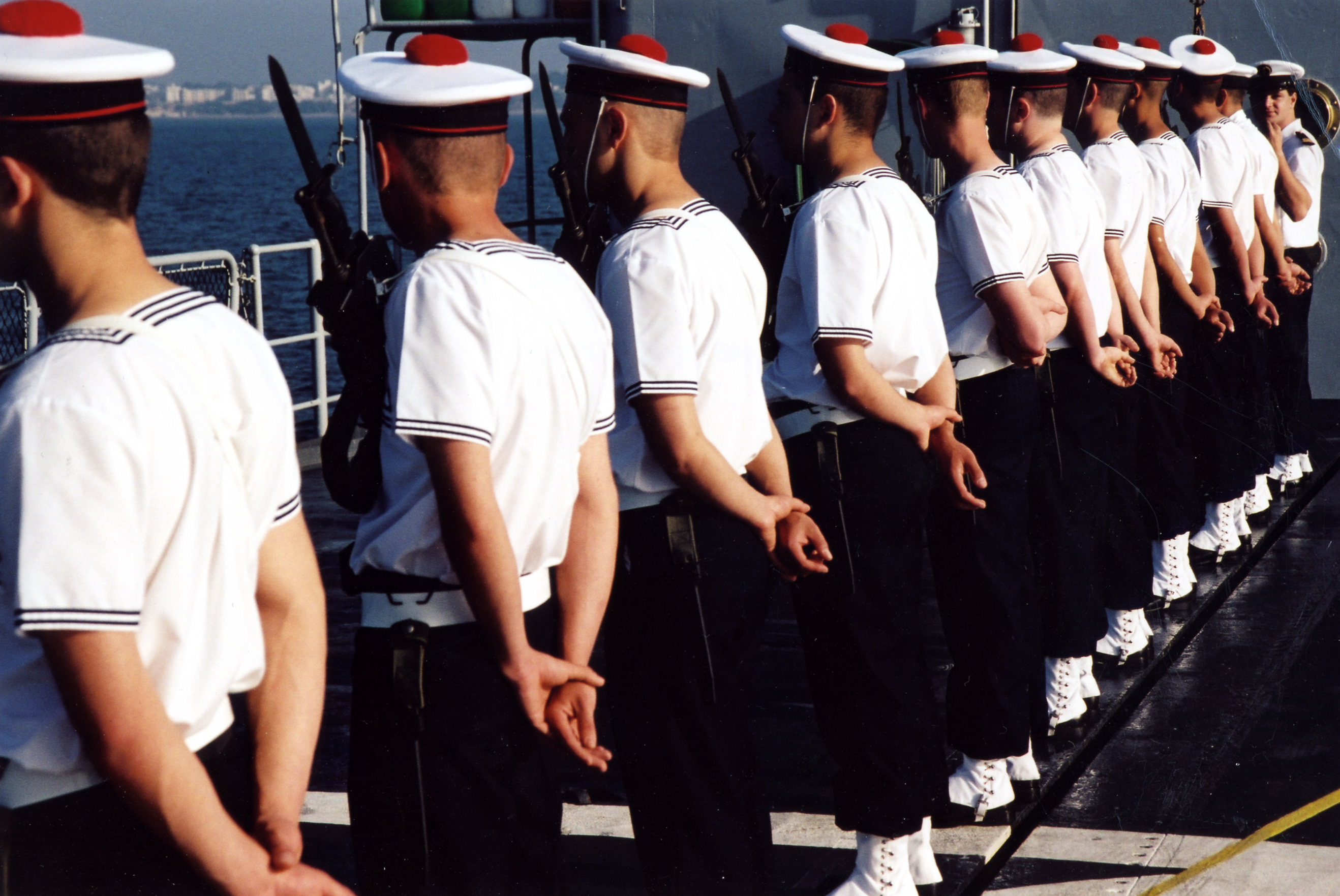

En toda la historia de la humanidad, cada nación tiene diferentes necesidades  que han tenido que ser cubiertas por las fuerzas militares. Como se determinen estas necesidades constituye la base de su composición, equipamiento y uso de las instalaciones. También determina cuales son las acciones de un militar en tiempo de paz y guerra.
Todos los ejércitos sean grandes o pequeños, tienen un estado oficial y que debe ser se conocido mundialmente como tal, como las organizaciones de paramilitares y defensa civil.

## Presupuesto
Más comúnmente se le denomina como economía de defensa, esto es los esfuerzos financieros y monetarios para sostener ejércitos y para financiar las operaciones militares como la guerra.

Mapa mundial sobre el presupuesto militar

El proceso de asignación de recursos se lleva a cabo mediante la determinación de un presupuesto militar que es administrado por una organización de financiamiento militar en el ejército. 

Presupuesto militar en 2007

 En las adquisiciones militares se autorizan también la compra o contrato de prestación de bienes y servicios a los militares, ya sea en tiempo de paz, en una base permanente o en una zona de combate de la población local, todo esto es financiado por un presupuesto militar.

## Ciencia militar
La mayoría de los conceptos y métodos utilizados por los militares y muchos de sus sistemas no se encuentran en las ramas comerciales. Mucho del material es investigado, diseñado y desarrollado para su inclusión en los arsenales de organizaciones de la ciencia militar dentro de la estructura general de las fuerzas armadas. Los científicos militares deben interactuar con todas las armas y servicios de las fuerzas armadas y en todos los niveles de la jerarquía militar de comando.
Aunque se ocupan de la investigación en Psicología militar y sobre todo combatir el estrés y cómo afecta la moral de la tropa, a menudo se dirige la mayor parte de las actividades de la ciencia militar en tecnología de inteligencia militar, comunicaciones militares y mejorar la capacidad militar a través de la investigación. El diseño, desarrollo y creación de prototipos de armas, equipo de apoyo militar, y tecnología militar en general es una zona en la que se invierte mucho esfuerzo – todo lo incluye de las redes de comunicación global y portaaviones a la pintura y la comida.

## Operaciones
En los entrenamientos militares los soldados son preparados para realizar sus funciones y roles en la ejecución de la política de defensa, el comprometer al enemigo, ganar batallas, concluyendo con éxito campañas y finalmente la guerra, esa es la responsabilidad de las operaciones militares. En las operaciones militares se supervisa la interpretación política en planes militares, asignación de capacidades específicas,estrategia, operación y tácticas en metas y objetivos, cambios en la postura de las fuerzas armadas, la interacción de armas de combate, armas de apoyo en combate y servicios de apoyo en combate durante las operaciones de combate, definición de las misiones militares y tareas durante la realización del combate, manejo de prisioneros militares y asuntos civiles militares y la ocupación militar de territorio enemigo, captura y  incautación de equipos y mantenimiento del orden público en el territorio bajo su responsabilidad. Durante todo el proceso de las operaciones de combate y durante las calmas en combate la inteligencia militar proporciona informes sobre el estado de terminación del plan y su correlación con lo que había deseado, esperado y haber logrado con satisfacción el cumplimiento de la política.